# Peggy Regenwetter
Peggy Regenwetter (* 16. Februar 1971 in Petingen) ist eine ehemalige luxemburgische Tischtennisspielerin, die von 1987 bis 2004 international aktiv war. Sie nahm an elf Weltmeisterschaften, mindestens vier Europameisterschaften sowie im Jahr 2000 an den Olympischen Spielen teil.

## Werdegang
Von 1987 bis 2009 gewann Peggy Regenwetter 38-mal bei den nationalen luxemburgischen Meisterschaften, davon 14-mal im Einzel sowie je 12-mal im Doppel und Mixed. In dieser Zeit spielte sie bei den luxemburgischen Vereinen von Monnerech, Uewerdonven, Diddeleng und Nidderkäerjeng.
Von 1987 bis 2004 nahm sie an elf Weltmeisterschaften und mindestens vier Europameisterschaften teil. Dabei erreichte sie bei der Europameisterschaft 2000 zusammen mit Ni Xialian das Endspiel im Doppel. 2000 qualifizierte sie sich für die Teilnahme am Doppelwettbewerb der Olympischen Spiele. An der Seite von Ni Xialian schied sie bereits in der ersten Runde gegen die Australierinnen Miao Miao/Shirley Zhou aus.
Wegen der Erfolge dieses Doppels wurden Peggy Regenwetter und Ni Xialian im Jahr 2000 zur Mannschaft des Jahres gewählt.
Peggy Regenwetter hat zusammen mit dem Judoka und zweimaligen Olympiateilnehmer Igor Muller einen Sohn. Sie ist die Tochter von Jean Regenwetter, der Präsident des nationalen Radsportverbandes Luxemburgs war.